# Rowdenia nigropuncta
Rowdenia nigropuncta là một loài bướm đêm trong họ Noctuidae.